# 배재학
배재학(1964년 4월 26일 ~ )은 대한민국의 기자, 앵커이자 SBS의 국제부 기자이다.
고려대학교 대학원 신문방송학 석사 과정을 졸업한 뒤 CBS 기독교방송에 입사하여 활동하다가, 1995년에 CBS 기독교방송을 퇴사하고 SBS에 공채 5기 기자로 입사하여, 1995년부터 국제부장, 사회1부 차장, 편집2부장으로 활동하였다. 그리고 2001년부터 2008년까지 SBS 뉴스추적을 진행했고, 2008년 5월 6일부터 2013년 12월 6일까지 SBS 뉴스퍼레이드를 진행했으며, 2013년 12월 9일부터 2015년 11월 20일까지 SBS 나이트라인의 앵커로 진행하였다. 이후 2015년 11월 23일부터 2016년 4월 22일까지 3시 뉴스브리핑을 진행하다가 2016년 4월 25일부터 유럽지국장으로 발령을 받아 유럽 특파원으로 활동하게 되었고, 2019년 4월부터 유럽 특파원 생활을 마치고 귀국하여 국제부 부장급 기자로 활동하다가 2020년 12월부터 부국장급 기자로 승진하였으며, 2021년 1월 4일부터 2022년 7월 1일까지 SBS 나이트라인을 진행을 마쳤다.

## 학력
- 서울대신고등학교
- 고려대학교 영어영문학과 학사
- 고려대학교 대학원 석사과정 수료 (신문방송학 전공)

## 경력
- 1987년 ~ 1995년 : CBS 기독교방송 기자
- 1995년 : SBS 공채 5기 기자 입사
- 1995년 ~ 일자 미상 : SBS 국제부장
- 일자 미상 : SBS 사회1부 차장
- 일자 미상 ~ 2016년 4월 24일 : SBS 편집2부장
- 2016년 4월 25일 ~ 2019년 4월 : SBS 유럽지국장
- 2019년 4월 ~ 2020년 12월 : SBS 국제부 부장급 기자
- 2020년 12월 : SBS 보도본부 부국장급 기자
- SBS 보도본부 정치부 국제팀 기자(부국장)

## 출연작
- 2001년 ~ 2008년 : SBS 뉴스추적
- 2008년 5월 6일 ~ 2013년 12월 6일 : SBS 뉴스퍼레이드
- 2013년 12월 9일 ~ 2015년 11월 20일 / 2021년 1월 4일 ~ 2022년 7월 1일 : SBS 나이트라인
- 2015년 11월 23일 ~ 2016년 4월 22일 : 3시 뉴스브리핑
- 2020년 12월 14일 ~ 2020년 12월 24일 / 2022년 2월 25일 : SBS 오 뉴스 임시 진행

## 상훈
- 2007년 가톨릭 매스컴상